# Recanati (famiglia)
I Recanati, successivamente divenuti Recanati Zucconi, furono una famiglia patrizia veneziana, annoverata fra le cosiddette Case fatte per soldo.

## Storia
La tradizione annovera questo casato fra i «Cittadini Originari» di Venezia.
I Recanati nascevano come casato non nobile, di origine ebraica, probabilmente una costola dell´antica famiglia Recanati e oriundi di Badia nel Polesine, presso Rovigo. Pare che avessero cominciato ad accumulare ricchezze ai principi del secolo XVII, durante la cosiddetta guerra dell'Interdetto, «coll'asportar dei comestibili da un loco all'altro, dove nasceva il bisogno». Successivamente, la famiglia si impiegò nel settore mercantile e «si fecero più commodi (...) e più civili di conseguenza», riuscendo ad ottenere l'iscrizione all'Ordine nobile della propria città.
Il primo a portarsi a Venezia fu un certo Giacomo, di professione avvocato. Forte delle ricchezze accumulate nel tempo dalla propria casa, costui si presentava quale buon partito per molte giovani fanciulle appartenenti alle famiglie del notabilato lagunare: nel 1684, infatti, il Recanati prese in moglie l'unica figlia di Lattanzio Zucconi, «ministro in Zecca», il quale, partito da umilissime origini aveva fatto fortuna con l'attività mercantile.
Questo Giacomo decise poi di fare richiesta d'ammissione al Maggior Consiglio: dovendo pagare all'erario pubblico i centomila ducati previsti dalle leggi, e non disponendo di tanta liquidità, egli chiese aiuto al suocero, il quale contribuì al pagamento della somma necessaria a patto che la famiglia fosse iscritta nel Libro d'Oro con l'appellativo di Recanati Zucconi. La ratifica della loro aggregazione al patriziato veneziano giunse il 24 febbraio 1697, a seguito delle due votazioni svoltesi in Senato (157 sì, 31 no, 12 astenuti) e in Maggior Consiglio (594 sì, 154 no, 10 astenuti).
Tale famiglia si estinse probabilmente tra il 1709 e il 1712. L'ultimo esponente attestato fu un certo Antonio Recanati Zucconi, che si fece frate cappuccino. Erede del nome e dei beni fu la di lui sorella Laura, maritata nello stesso 1712 al N.H. Giacomo di Marcantonio Giustinian. Da essi discese il ramo del casato Giustinian noto come Giustinian Recanati. Un altro ramo della famiglia Recanati – questa volta non facente parte del patriziato veneziano – si stabilì invece nel Levante, a Salonicco, dove fece fortuna nel commercio e nell´attività bancaria. Agli inizi del XX secolo i Recanati - tuttora fiorenti in Europa - furono tra i fondatori e finanziatori del moderno stato di Israele, dedicandosi con profitto allo sviluppo degli insediamenti ebraici.

## Luoghi e architetture
- Palazzo Giustinian Recanati, a Dorsoduro;
- Villa Giustinan Recanati, a Spresiano;
- Villa Recanati Zucconi, a Fiesso d'Artico.